# Casa consistorial de Marbella
La casa consistorial de Marbella es el edificio de esta ciudad andaluza que alberga a su ayuntamiento. De estilo renacentista, muy transformado por las inapropiadas restauraciones de la segunda mitad del siglo XX, fue construida en 1568 en la plaza de los Naranjos, en lo que hoy es el casco antiguo de la ciudad. Sobre la fachada resaltan el reloj solar, los escudos y las lápidas conmemorativas de piedra que guardan inscripciones en castellano antiguo, conmemorando la toma de la ciudad por los Reyes Católicos, la traída de aguas a la ciudad o ampliaciones del edificio.